# Macroglossum nigra
Macroglossum nigra är en fjärilsart som beskrevs av Cosmovici 1892. Macroglossum nigra ingår i släktet Macroglossum och familjen svärmare. Inga underarter finns listade i Catalogue of Life.